# 本杰明·亨利·薛尔思
本杰明·亨利·薛尔思（英語：Benjamin Henry Sheares，1907年8月12日—1981年5月12日），是医师，学者，曾经担任过第二任新加坡总统（1971-1981），在任内死亡。

## 生平
薛尔思是一名欧亚混种人，父親在英属印度长大，从事公共工程部门的英文技术主管。母親則是欧亚混种人。他家里有6个孩子，第一位在婴儿期死亡，薛尔思排第二。薛尔思的家庭贫困，需要父亲微薄的工资来维持。
在孩童时期，薛尔思就被亲切的称为本（Ben）或本尼（Bennie）。他性格孤僻，经常独来独往。喜欢在父亲工作地贝雅士蓄水池下段（Lower Peirce Reservoir）玩耍。
他和她的妹妹爱丽丝（Alice）保持着亲近的关系。爱丽丝经常和他玩医生游戏。有一次，薛尔思让爱丽丝吞下作为药丸的一分钱硬币。在小时候，薛尔思就向往成为一名医生，尽管在当时他的亚洲面孔和新加坡殖民地贫困家庭的标签让这很难实现。然而，爱丽丝让他坚持自己的理想，反对母亲让他去考完剑桥考试就去做职员来缓解家里开支问题。
在他进入莱佛士学院之前，他在圣安德烈书院学习。这座书院科学仪器装备齐全，让他更好地靠近你理想。1923年，他入读爱德华七世医学学院（今天新加坡国立大学），开始他学医的生活。薛尔思知道他家里无法承担昂贵的学费，所以他以优越的成绩取得丰富的奖学金。薛尔思因此每月给家里寄50美元来缓解家里生计。他后续还获得4项学院的奖项以及以优越的成绩通过妇产科期末考试。
在担任总统前，曾担任新加坡竹腳婦幼醫院的妇产科医生、马来亚大学的教授及新加坡国立大学的首任校长。1971年1月2日当选新加坡第二任总统，以取代于1970年11月23日去世的新加坡首任总统尤索夫·依萨，他在新加坡总统任期內去世（1981年5月12日）。
薛尔思去世的四个月后，新加坡国会委任时任新加坡安顺区国会议员蒂凡那成为薛尔思医生的继承人，出任新加坡第三任总统。新加坡的薛尔思桥以这位总统的名字命名。

## 贡献
薛尔思对医学的一个主要贡献是为那些天生没有阴道的人创造人造阴道技术。这项技术的修订版仍然用于当今的性別重置手術中。

## 逝世
1980年11月，薛尔思在其第三个总统任期内被发现肺部有肿瘤。他于1981年5月8日陷入昏迷，四天后去世，享年73岁。马来西亚副首相马哈迪·莫哈末出席了他的葬礼。薛尔思被安葬在克兰芝国家公墓。

## 以薛尔思命名的设施
为纪念薛尔思为国家以及医疗界所做出的贡献，新加坡有几个设施以他为名。
- 薛尔思桥
- 薛尔思道
- 薛尔思连路
- 新加坡国立大学薛尔思宿舍